# بيتر ماثيوز (مصمم مطبوعات)
بيتر ماثيوز (بالإنجليزية: Peter Matthews)‏ هو مصمم مطبوعات بريطاني، ولد في 29 يوليو 1942.